# Эвенкийский национальный сомон
Эвенки́йский национальный сомон (кит. 鄂溫克民族蘇木; пиньинь Èwēnkè Mínzúsūmù) — национальный сомон в хошуне Чэнь-Барга-Ци (городской округ Хулун-Буир, автономный район Внутренняя Монголия, Китай).
- Площадь — 6 037 км².
- Население — 2 665 человек.
- 54,4 % (1560) от общего населения сомона составляют этнические эвенки.